# Vipperød Sogn
Vipperød Sogn 

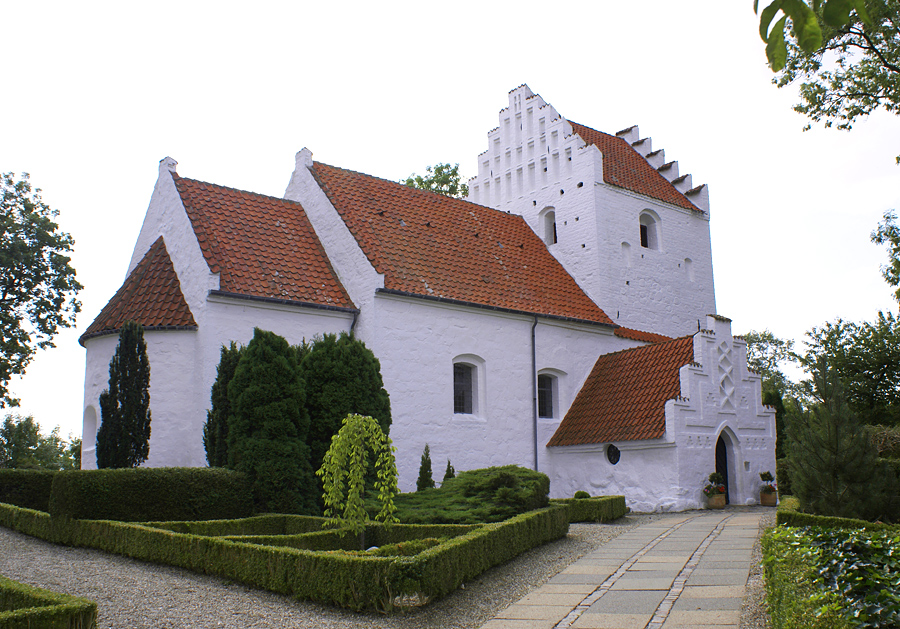
Grandløse Kirke

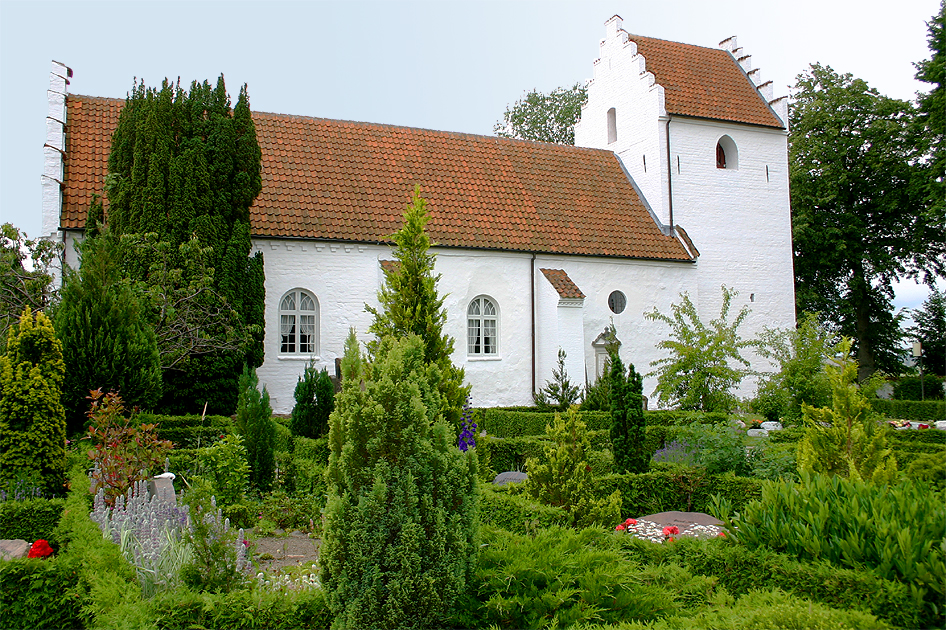
Ågerup Kirke

ist eine Kirchspielsgemeinde (dän.: Sogn)
auf der Insel Sjælland im südlichen Dänemark. Sie entstand am 27. November 2011 (1. Advent), als die ehemaligen Kirchspielsgemeinden Grandløse Sogn, Ågerup Sogn und Sønder Asmindrup Sogn zum Vipperød Sogn zusammengefasst wurden.
Bis 1970 gehörte das Gemeindegebiet zur Harde Merløse Herred im damaligen Holbæk Amt, danach zur Holbæk Kommune im Vestsjællands Amt, die im Zuge der  Kommunalreform zum 1. Januar 2007 in der „neuen“ Holbæk Kommune in der Region Sjælland aufgegangen ist.
Im Kirchspiel leben 5015 Einwohner (Stand: 1. Januar 2023).
Im Kirchspiel liegen die Kirchen „Grandløse Kirke“, „Ågerup Kirke“ und „Sønder Asmindrup Kirke“.
Nachbargemeinden sind im Süden Tølløse Sogn, im Westen Kvanløse Sogn und Søstrup Sogn, im Nordwesten Tveje Merløse Sogn und im Norden Sankt Nikolai Sogn sowie in der östlich benachbarten Lejre Kommune Kirke Sonnerup Sogn.